# Éditions Libretto
 (septembre 2024).
Si vous disposez d'ouvrages ou d'articles de référence ou si vous connaissez des sites web de qualité traitant du thème abordé ici, merci de compléter l'article en donnant les références utiles à sa vérifiabilité et en les liant à la section « Notes et références ».
Libretto est un département de la maison d'édition française  Groupe Libella présidé par Vera Michalski.

## Historique
En 1991, les éditions Phébus cherchent à créer une collection, située entre le format poche traditionnel et le grand format, pour reprendre certains titres. Lancer une nouvelle collection de poche nécessite cependant de lourds investissements et les éditions Phébus ne peuvent se le permettre avant 1997 et « l’entrée au capital de Vera Michalski-Hoffmann et de son mari Jan Michalski ».
En mars 1998, Libretto amorce la diffusion de ses livres en librairie avec La Femme en blanc de Wilkie Collins, Moonfleet de John Meade Falkner, Alamut de Vladimir Bartol et Water Music de T. C. Boyle.
En 2012, la collection Libretto devient une maison d'édition à part entière, ce qui lui permet de publier des titres provenant de diverses sources, et non uniquement puisés dans le catalogue des éditions Phébus.